# La Rabbia
La Rabbia (in Fernsehaufführung auch La Rabbia – Der Zorn) ist ein Kompilations-Dokumentarfilm von Pier Paolo Pasolini aus dem Jahr 1963. Es ist ein aus 90.000 Metern Wochenschau-Material kompilierter Filmessay Pasolinis, der die gezeigten Bilder mit einem unterlegten Kommentar hinterfragt. Den von Pasolini verfassten Text sprechen der Schriftsteller Giorgio Bassani und der Maler Renato Guttuso.

## Inhalt
Der Film reiht Filmaufnahmen und Pressephotos politischer und gesellschaftlicher Ereignisse der 1950er und frühen 1960er Jahre aneinander, darunter von der Krönung Elisabeth II., vom Aufstand des 17. Juni, vom Ungarischen Volksaufstand, aus dem Algerienkrieg, von der Sueskrise, der Wahl des Papstes Johannes XXIII., vom Tode Marilyn Monroes, von Atombombentests und vom ersten bemannten Raumflug des russischen Kosmonauten Gagarin sowie von Auftritten Ava Gardners und Sophia Lorens. Zusätzlich werden auch Werke moderner Kunst von Jean Fautrier, George Grosz, Ben Shahn und Renato Guttuso eingeschnitten.
Der Kommentar Pasolinis bezieht Stellung gegen eine Anpassung an die als irrational und chaotisch wahrgenommenen weltpolitischen Gegebenheiten und gegen die verbreitete Ablehnung, den Hass „auf alles, was anders ist, auf alles, was ausserhalb der Norm liegt, und demzufolge die bürgerliche Ordnung stört.“

## Wirkung
Der Produzent des Films versuchte die Aussagen Pasolinis durch Kürzung und Anfügung eines zweiten Teils abzumildern, für den er den „Don Camillo und Peppone“-Autor Giovanni Guareschi verpflichtete. Pasolini distanzierte sich von dieser Fassung und wurde von linksintellektuellem Protest in Italien, insbesondere seines Freundes Alberto Moravia, unterstützt, der dem zweiten Teil faschistische Tendenzen unterstellte. Der Produzent nahm den Film selbst nach wenigen Tagen aus dem Verleih.
Der Kunstkritiker Aldo Bertini sah in dem Film „einen Akt der Entrüstung gegen die Irrealität der bürgerlichen Welt … um zu dokumentieren, dass es eine Welt gibt, die in ihrem Inneren im Besitz der Wirklichkeit ist.“